# Проспект Сейфуллина (Алма-Ата)
Проспе́кт Сейфу́ллина (каз. Сейфуллин даңғылы) — проспект в Алма-Ате, находится в Турксибском, Жетысуском, Алмалинском и Бостандыкском районах, проходит с севера на юг от железнодорожного вокзала «Алматы 1» до проспекта аль-Фараби. В центральной части города проспект расположен между улицами Масанчи и Наурызбай батыра (бывшая Дзержинского), пересекает проспект Райымбека, улицы Макатаева, Маметовой, Жибек Жолы, Гоголя, Айтеке би, Казыбек би, Толе би, Богенбай батыра (бывшая Кирова), Кабанбай батыра (бывшая Калинина), Шевченко, Курмангазы, проспект Абая, улицы Сатпаева и Тимирязева.

## История
Проспект Сейфуллина начал формироваться с конца XIX века на северо-западной окраине Верного, где селились торговые люди из Ташкента, переселенцы из Китая дунгане и уйгуры, приезжие узбеки и татары, которые вели торговлю, занимались ремесленничеством и гужевом извозом, огородничеством. До 1927 года улица носила название Сартовская, после именовалась Узбекской до 1962 года, в январе 1962 года проспект был назван в честь советского, партийного и государственного деятеля, основоположника казахской советской литературы, участника борьбы за установление Советской власти в Казахстане Сакена Сейфуллина.
В 1950—1960 годах получил развитие в северном направлении и соединил улицы Вокзальную, Докучаева, Бессарабскую, Узбекскую. Каждая из названых улиц, представляющая ныне проспект Сейфуллина, связана с историей и развитием города Алма-Аты. Вокзальная улица соединяла железнодорожную станцию «Алматы 1» с пригородным колхозом «Парижская коммуна» и формировалась в 1930-х годах в связи со строительством «Турксиба». Улицы Докучаева, Бессарабская до 1962 года относились к разряду сельских улиц и пролегали на территории пригородных хозяйств.
В советские годы проспект был максимально озеленён лиственными деревьями, которые придавали своеобразный характер улице, вдоль современных многоэтажных зданий тянулись тенистые тротуары-аллеи. Были проложены магистральные оросительные арыки, в которые летом ежедневно пускали воду с Головного арыка.

## Здания и архитектура
Здания расположенные на проспекте Сейфуллина дают наглядное представление о периодах строительства и реконструкции города: одноэтажные дома Верного, двухэтажные каркасно-камышитовые строения первых пятилеток и современные здания из бетона. В зданиях на проспекте в советское время располагались «Министерство Казахской ССР автомобильного транспорта», предприятия бытового обслуживания, хлебокомбинат Алматинской железной дороги, «Дом рекламы», Институт по проектированию предприятий газового хозяйства, отдел по труду и бюро по трудоустройству и информации населения исполкома горсовета, «Казтехсельстрой», ряд спортивных и медицинских учреждений. На проспекте располагаются Каспийский Университет, ряд магазинов и кафе.
В 2006 году на перекрёстке улицы Кабанбай батыра и проспекта Сейфуллина, несмотря на многочисленные протесты общественности, был снесён Алматинский городской дворец пионеров и школьников, а на его месте построили отель Rixos Almaty. Здание Дворца школьников было построено на основе проекта Московского дворца пионеров, украшено двумя остеклёнными верандами с цветными витражами и башней обсерватории наверху. В Алматинском городском Дворце школьников размещались 24 учебных кабинета для работы кружков, клубов, студий, читальный зал на 100 мест, актовый зал на 350 мест, спортивный зал, бассейн, тир. В 1982 году в нём работали 230 кружков, в которых бесплатно занималось более 4000 учащихся.

## Транспорт
На улице проходит троллейбусный маршрут и многие автобусные маршруты.
Троллейбусный маршрут
- 7: Ж/д вокзал Алматы 1, ул. Сейфуллина, КОУ, ул. Курмангазы, ул. Байтурсынова, ул. Тимирязева, ул. Ауэзова, ул. Габдуллина, ул. Манаса, «Атакент» (ВДНХ), пр. Гагарина, ул. Кожабекова угол ул. Розыбакиева.

## Галерея
- отель «Золотой дракон» на Сейфуллина/Раимбека
- отель Rixos на Сейфуллина/Кабанбай батыра